# Château de la Rochelambert
Le Château de la Rochelambert est une demeure du XIe siècle sur la commune de Saint-Paulien (Haute-Loire). Adossé à une falaise de basalte, reste d'un ancien volcan, il était originellement destiné à contrôler la voie très fréquentée passant en face de sa position.

## Situation
Le château se trouve dans la vallée de la Borne près du hameau de Marcilhac, à 2 km au sud-ouest de Saint-Paulien et à 11 km au nord-ouest du Puy-en-Velay.
Historiquement, une voie passe juste en face du château sur l'autre coteau de la rivière Borne ; son trajet est repris par l'actuelle D25. Plusieurs sites la mentionnent comme étant « la route de Saint Jacques de Compostelle ». D'abord il n'y a pas « une route de Compostelle », tant s'en faut. D'autre part, une des routes majeures de Compostelle est celle partant du Puy-en-Velay ; si une voie locale est désignée comme « voie de Compostelle », c'est celle du Puy. Qui ne remonte pas vers le nord-ouest jusqu'à Saint-Paulien ou ses abords : elle part vers le sud-ouest, vers Monistrol-d'Allier. 

Par contre la voie Bolène, qui vient de Lyon en passant par Feurs et Saint-Paulien en direction de l'Aquitaine, passe par Saint-Jean-Lachalm où l'on a retrouvé une borne au carrefour de deux chemins ruraux à 2,3 km au nord-est du bourg. Cette borne marque la 16e lieue de la voie Bolène depuis Saint-Paulien. C'est donc cette voie que surveillait le château de Laroche-Lambert.

## Histoire

### XIe–XVIesiècles

Blason des La Rochelambert.

La première mention de la famille de la Rochelambert, un titre mentionné sur l'arbre généalogique visible au château, date de 1074. La fonction première du château fort est le contrôle de la route de Saint Jacques de Compostelle. Le premier seigneur connu des lieux est le chevalier Pierre de la Rochelambert dont il est fait mention dans une transaction en 1164. La filiation suivie débute en 1274.
Le 11 août 1562 le sieur de Blacons, lieutenant du baron des Adrets, l'un des chefs du parti protestant en Dauphiné, tente de prendre le château. Les jours précédents, à la tête d'une armée de 800 hommes, il s'empare de la Chaise-Dieu et de Saint-Paulien après avoir ravagé et pillé les environs du Puy. 
L'attaque du château, qui causa sa destruction partielle, est relatée dans l'extrait d'une chronique anonyme du XVIe siècle, découverte dans les papiers du château de La Rochelambert. Cette chronique fut écrite par l'une des personnes présentes pendant l'attaque huguenote.

### XVIIe–XXesiècles
Hélène de Lestrange, épouse de François, marquis de La Rochelambert, fait reconstruire le château partiellement détruit. Elle meurt en 1614 et est inhumée au cimetière de Saint-Paulien.
Le château de la Rochelambert a appartenu à la famille de la Rochelambert depuis son origine jusqu'en 1922 où la fille de Marie Auguste Aimé de la Rochelambert a vendu cette demeure à un marchand de biens. Les meubles, vaisselles, armes, peintures et bibelots ont été dispersés au cours de ventes successives et M. Bresset, antiquaire, rachète le château en 1939. Il y expose sa collection d’art du Moyen Âge présentée lors de la visite. Son petit-fils en est le propriétaire actuel.
Le château est classé monument historique le 31 janvier 1945.

## Architecture

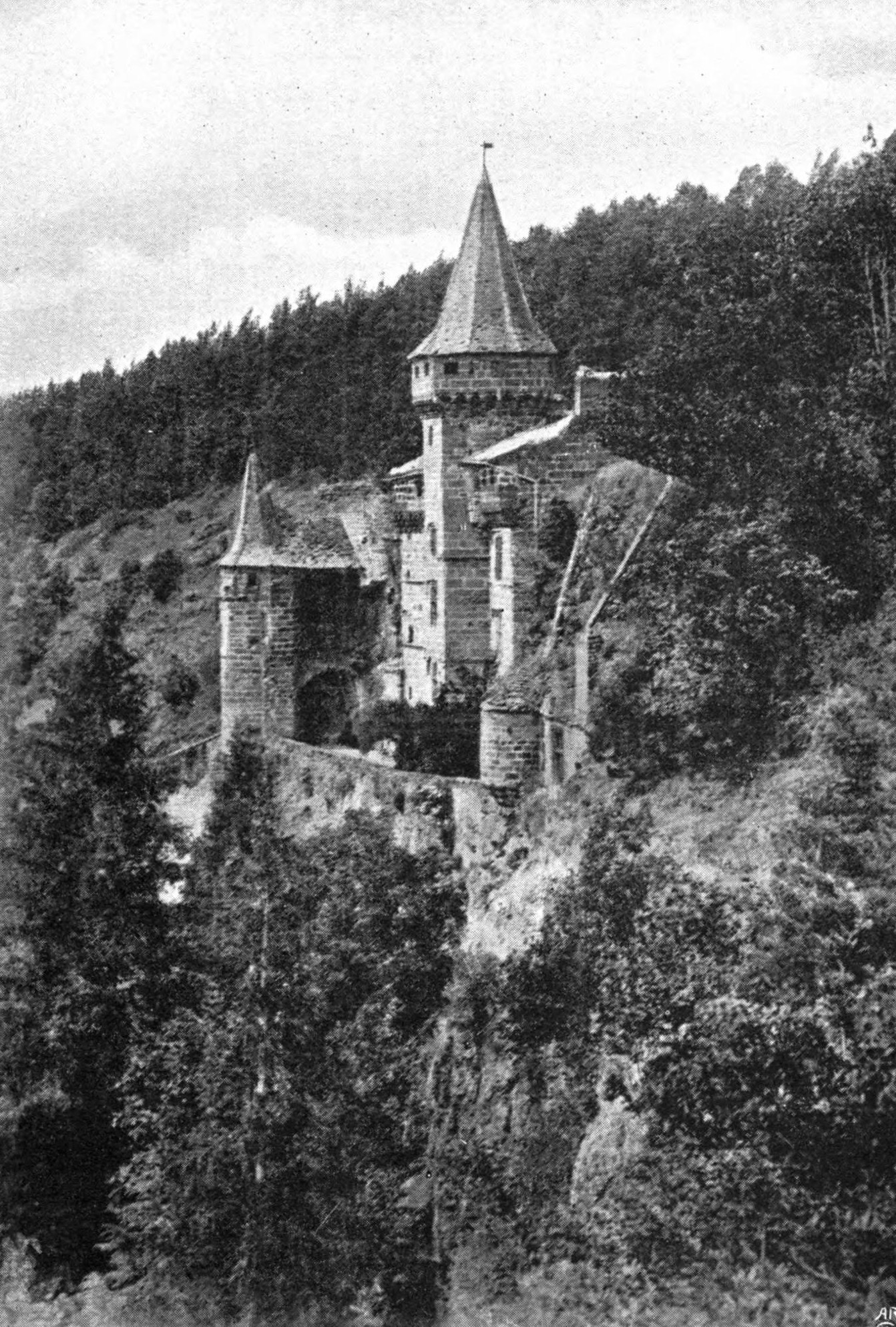
Image du château provenant de A book of the Cevennes de Sabine Baring-Gould, 1907

Le château est adossé à une coulée de basalte et cette roche est apparente dans certaines pièces[réf. souhaitée]. George Sand décrit le château au XIXe siècle, saisissant l'essentiel de son aspect général :

« le petit manoir est, quant à l'extérieur, un vrai bijou d'architecture, assez large, mais si peu profond, que la distribution en est fort incommode. Tout bâti en laves fauves du pays, il ne ressemble pas mal, vu de l'autre côté du ravin, à un ouvrage découpé en liège, surtout à cause de son peu d'épaisseur, qui le rend invraisemblable… À droite et à gauche, le rocher vient le saisir de si près qu'il n'y a, faute d'espace aplani, ni cour, ni jardin, ni dépendances adjacentes… »

Les fondations sont du XIIe siècle, les barbacanes sur la tour sud du XIIIe siècle, les mâchicoulis de la tour octogonale et les corps de bâtiment qui l'encadrent datent du XIVe siècle[réf. souhaitée]. 
Le récit de l'attaque du château en 1562 par le sieur de Blacons donne une idée du château médiéval, aujourd'hui disparu. Il est composé de plusieurs tours, d'un rempart pourvu d'un chemin de ronde et d'un pont-levis. Ce pont-levis est restauré par François de La Rochelambert et son épouse Hélène de Lestrange, vers 1580 puis comblé en 1604 lorsque la marquise fait ériger l'escalier monumental.
De cette époque date également la porte surmontée des armes de la famille "d'Argent au chevron d'azur, au chef de gueules" (voir blason plus haut).

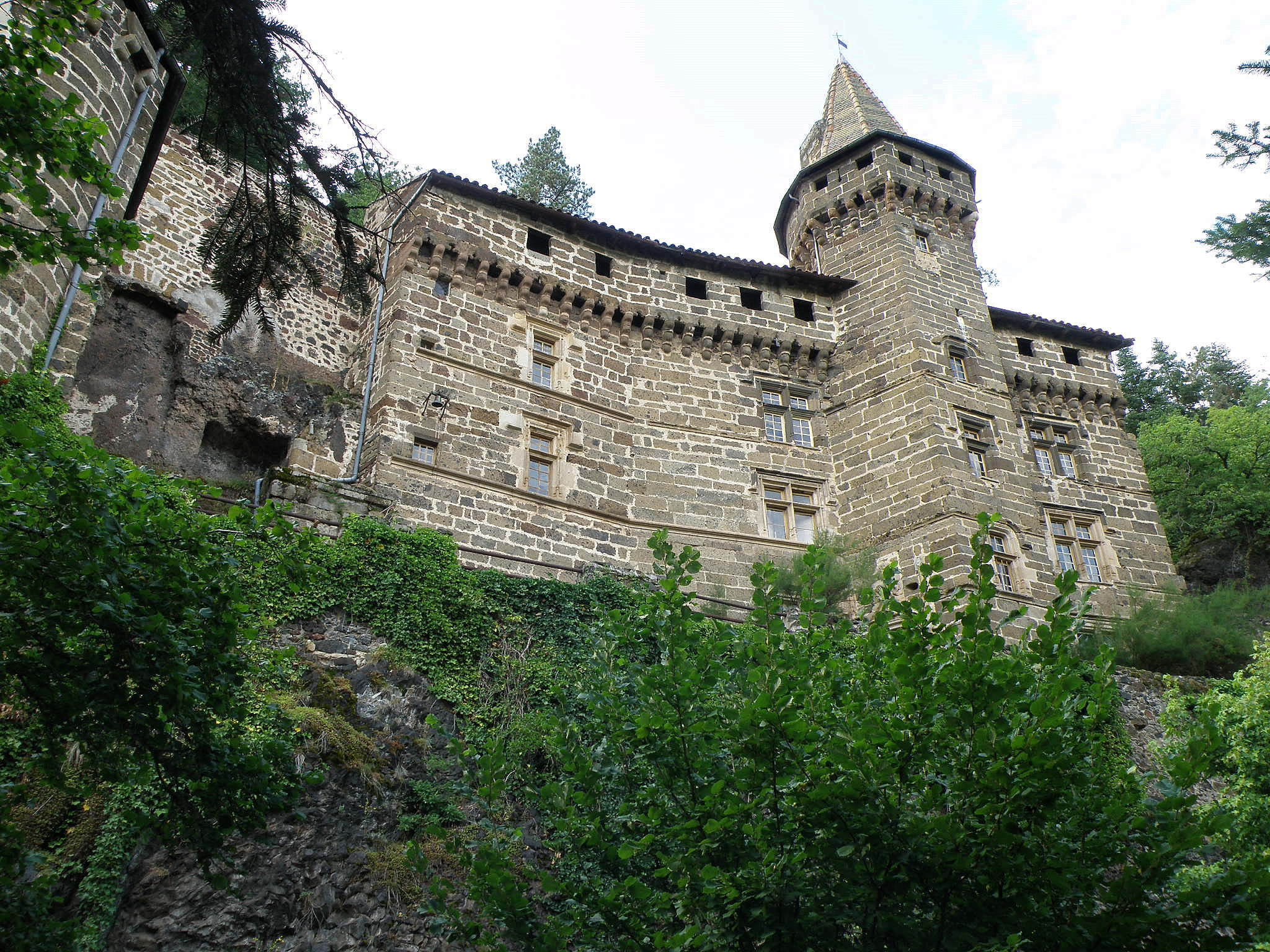
La façade
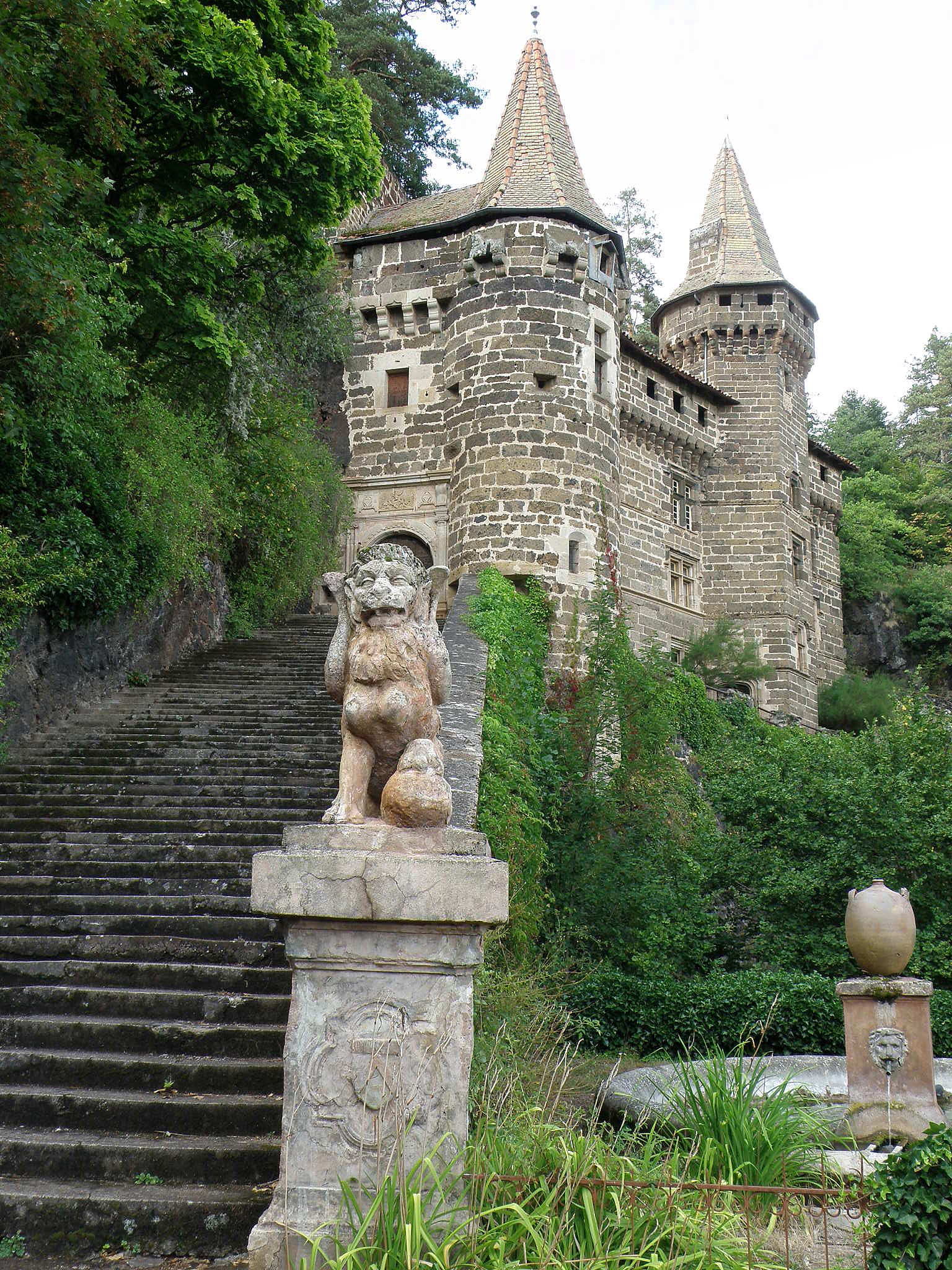
L'escalier
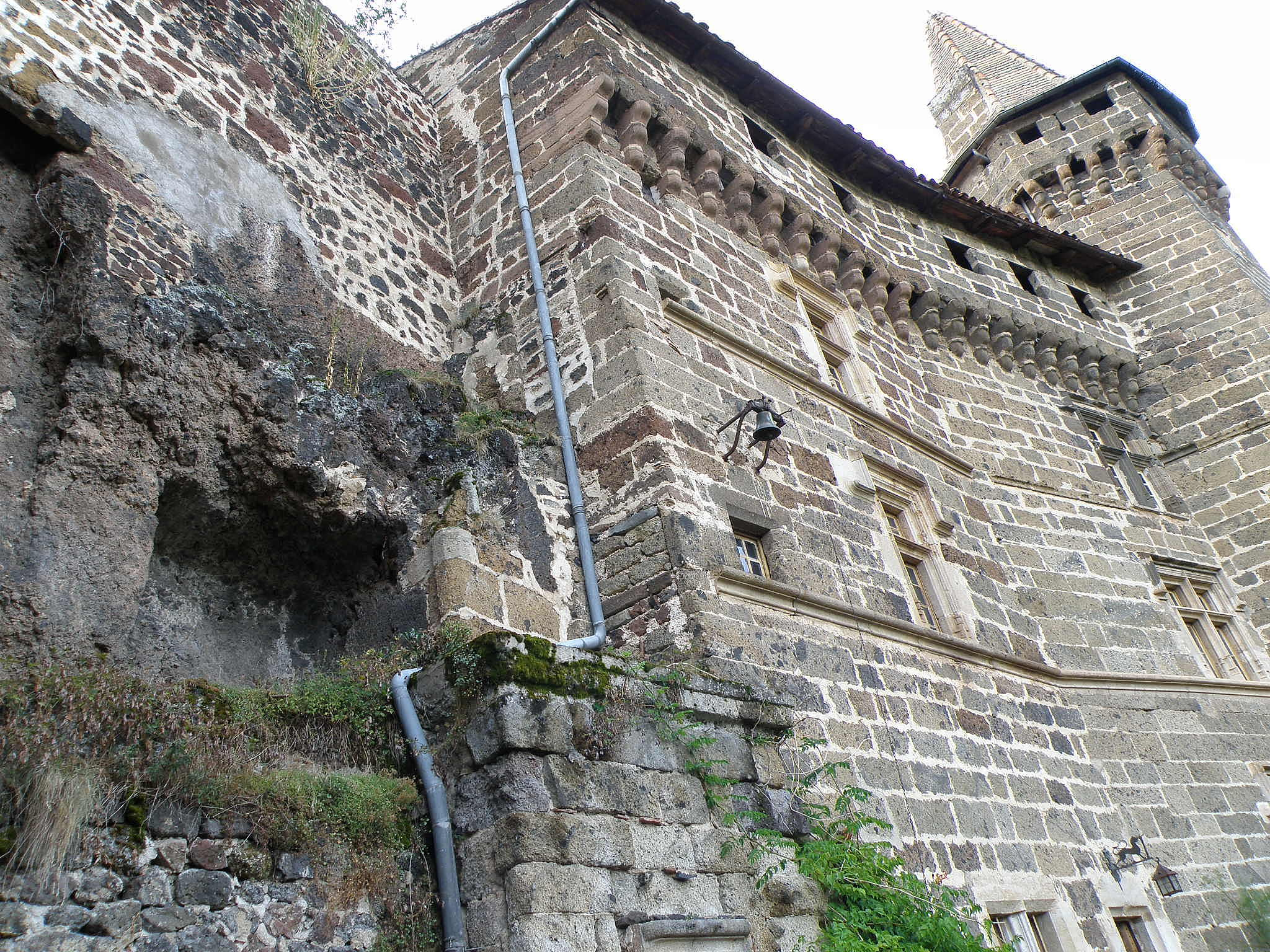
Le basalte sur la paroi
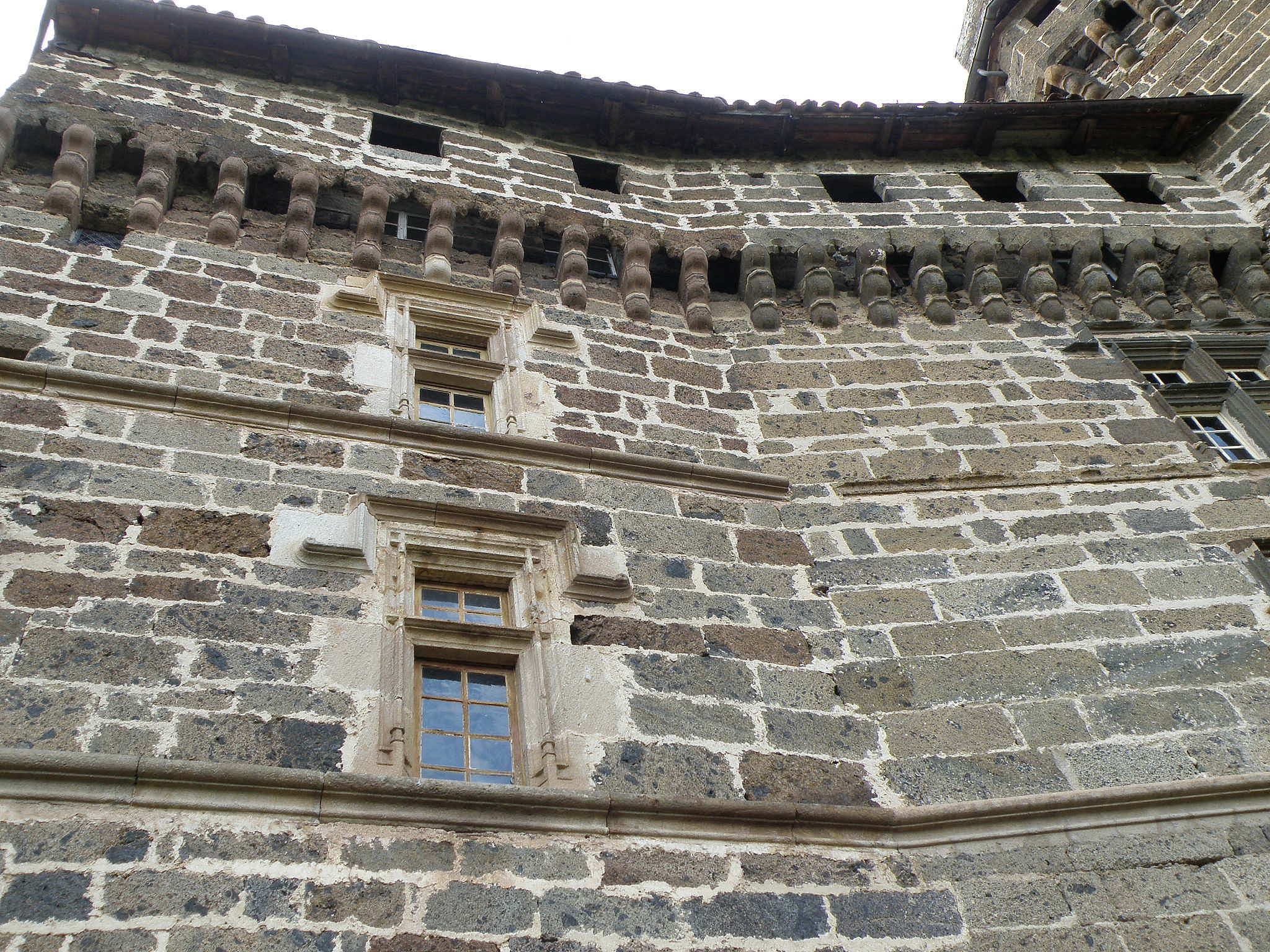
Détail d'un mur en pierres de basalte
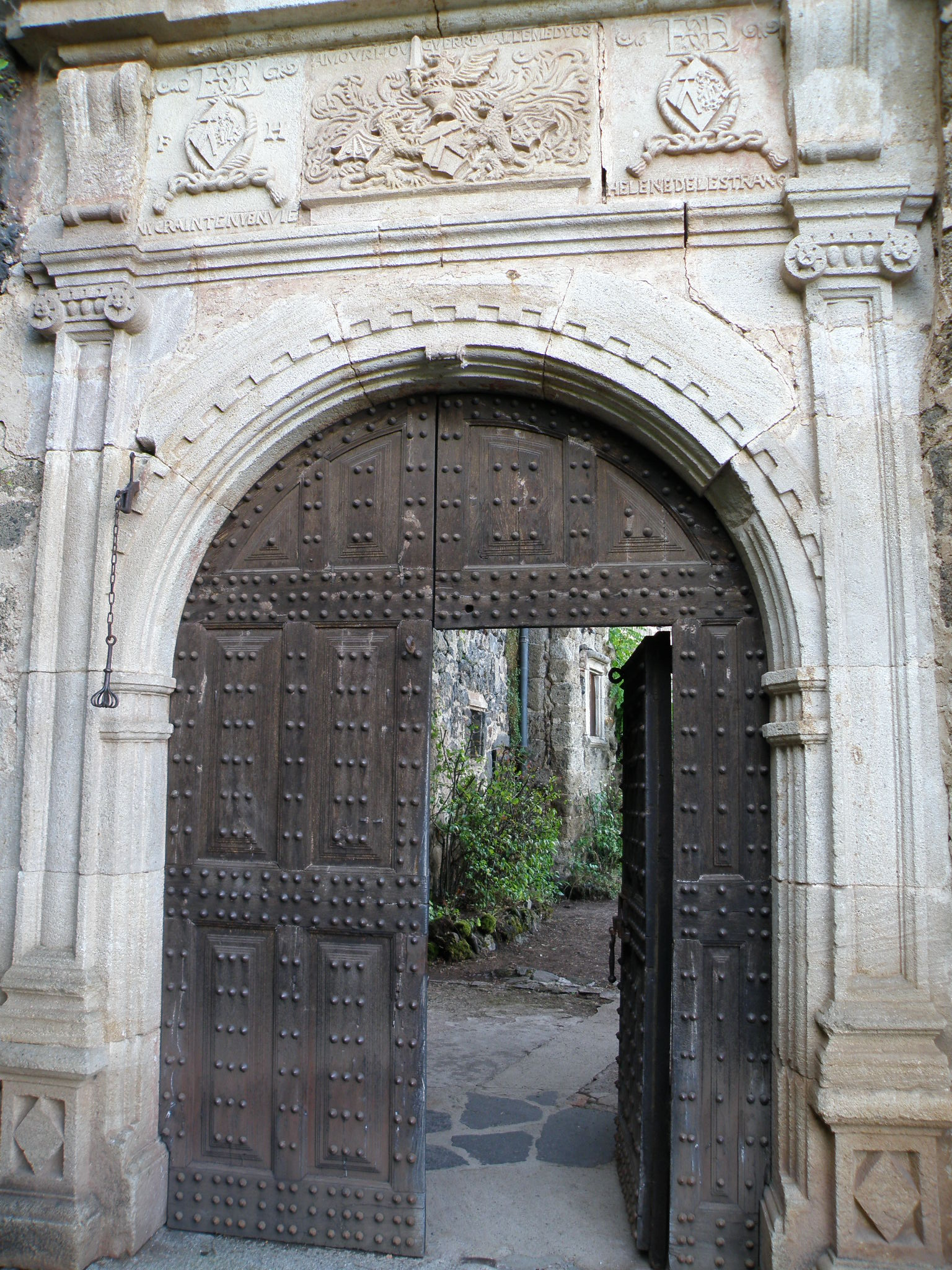
Portail
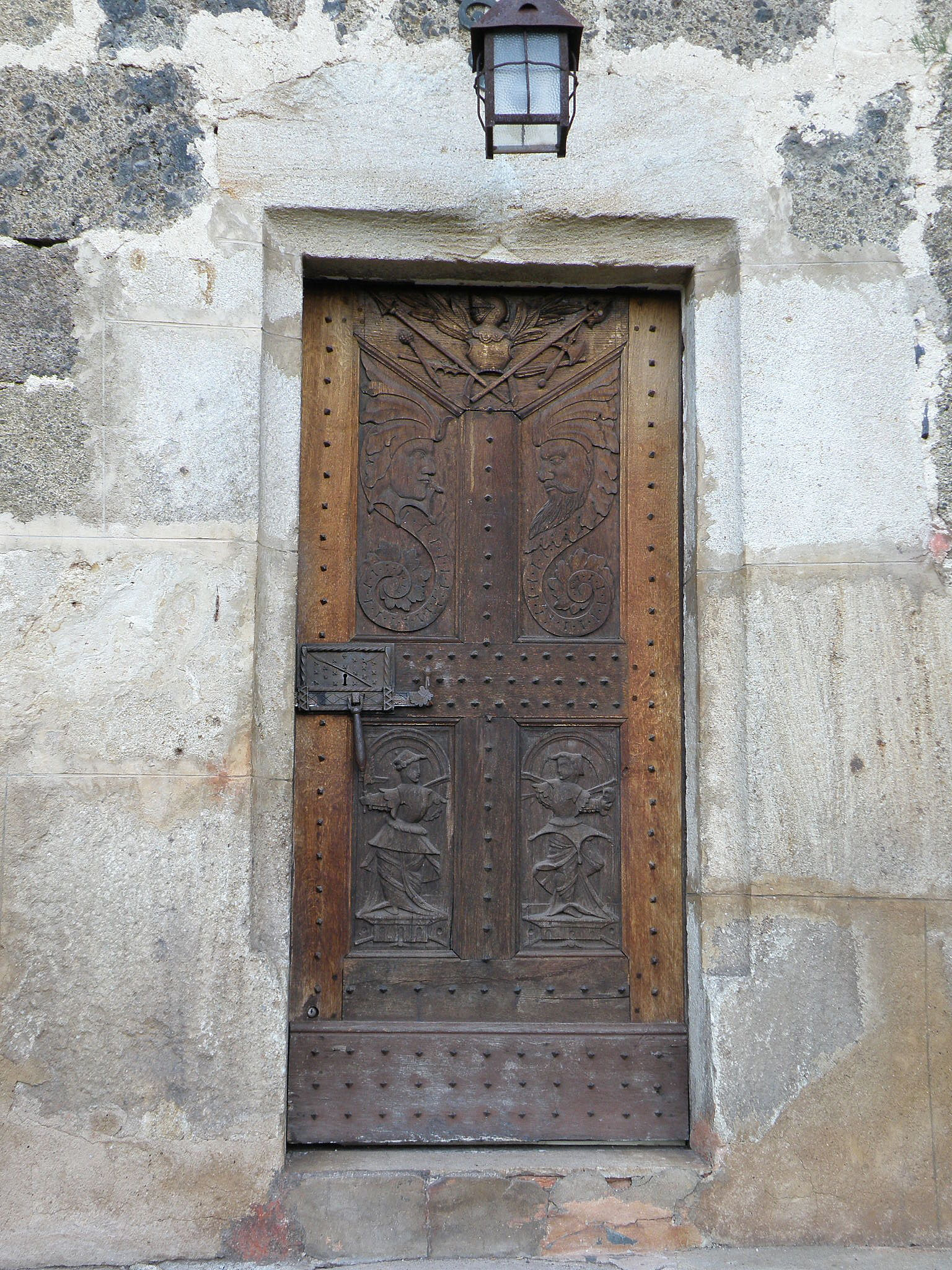
Porte

## Dans la culture
- Jean de la Roche de George Sand :

Au cours de son voyage en Velay, George Sand visite le château le 14 juin 1859. Elle y situe le roman Jean de la Roche qu'elle écrit le mois suivant[réf. souhaitée].
- La Belle et la Bête de Jean Cocteau :

La façade et le Grand escalier ont servi de décors, reconstruits dans les studios d'Epinay, pour le film de 1946.
- La Belle et son fantôme de Bernard Hecht, feuilleton télévisé en 13 épisodes diffusé en 1962, fut en grande partie tourné au château.

## De nos jours
Le château est ouvert au public, des visites guidées d'environ une heure y sont organisées sur plusieurs thèmes : se nourrir au Moyen Âge, le volcanisme, les plantes médicinales et les oiseaux.